# George Gipe
George Gipe (Baltimora, 3 febbraio 1933 – Glendale, 6 settembre 1986) è stato uno sceneggiatore e scrittore statunitense.

## Biografia
Nato a Baltimora, ha cominciato la sua carriera come autore di documentari per alcuni canali televisivi locali del Maryland come WMAR-TV e WJZ-TV. Come sceneggiatore, George Gipe ha collaborato con l'attore Steve Martin e il regista Carl Reiner alla scrittura di soggetto e sceneggiatura dei film Il mistero del cadavere scomparso e Ho perso la testa per un cervello, interpretati dallo stesso Martin.
Come scrittore è diventato famoso per la trasposizione letteraria delle sceneggiature di diverse pellicole cinematografiche famose come Ritorno al futuro, Gremlins ed Explorers. È morto in California nel 1986, in seguito alla puntura di un'ape, alle quali era allergico.

## Opere

### Romanzi
- Nearer to the Dust (1967)
- Coney Island Quickstep (1977)

### Trasposizioni letterarie di film
- Melvin and Howard (1980)
- Resurrection (1980)
- Gremlins (1984)
- Back to the Future (1985)
- Explorers (1985)

### Racconti
- The Cask of Amarillo Texas (1969)

### Non-fiction
- The Great American Sports Book (1978)
- The Last Time When... (1982)

### Sceneggiature
- Il mistero del cadavere scomparso (1982) (scritto insieme a Carl Reiner e Steve Martin)
- Ho perso la testa per un cervello (1983) (scritto insieme a Carl Reiner e Steve Martin)

## Opere in edizione italiana
- Gremlins (tit. originale: Gremlins), trad. di Laura Bussolati, Antonio Vallardi Editore, Milano, 1984
- Explorers: l'avventura comincia in casa tua (tit. originale: Explorers), trad. di Roberta Rambelli, Sperling & Kupfer, Milano, 1985
- Ritorno al futuro (tit. originale: Back to the Future), trad. di Roberta Rambelli, Longanesi, Milano, 1985